# Sierpińskimängd
Inom matematiken är en Sierpińskimängd en överuppräknelig delmängd av ett reellt vektorrum vars snitt med varje mängd med mått noll är uppräknelig. Huruvida Sierpińskimängder existerar eller inte är oberoende av axiomen i Zermelo–Fraenkels mängdteori. Sierpiński (1924) bevisade att de existerar under antagande av kontinuumhypotesen. Å andra sidan kan de inte existera om Martins axiom för ℵ1 är sann. Sierpińskimängder är svaga Luzinmängder men inte Luzinmängder (Kunen 2011, p. 376).

## Exempel på en Sierpińskimängd
Välj en samling av 2ℵ0 delmängder av R med mått noll så att varje mängd av mått noll är en delmängd av någon av dem. Enligt kontimuumhypotesen går det att ordna dem som Sα för uppräkneliga ordinaler α. För varje uppräknelig ordnial β välj ett reellt tal xβ som inte är i någon av mängderna Sα för α < β; detta är möjligt eftersom unionen av dessa mängder ha mått noll och är alltså inte lika med hela R. Då är den överuppräkneliga mängden X av alla reella tal xβ bara ett uppräkneligt antal element i varje mängd Sα och är alltså en Sierpińskimängd.
Det är möjligt för en Sierpińskimängd att vara en grupp under addition. För detta ändamål modifierar man konstruktionen ovan genom att välja ett reellt tal xβ som inte är i någon av de uppräkneliga mängen av mängder av formen (Sα + X)/n for α < β, där n är ett positivt heltal och X är en integral linjär kombination av talen xα för α < β. Då är gruppen genererad av dessa tal en Sierpińskimängd och en grupp under addition. Mer komplicerade variationer av denna konstruktion ger Sierpińskimängder som är delkroppar eller reellt slutna delkroppar av reella talen.